# 머랭

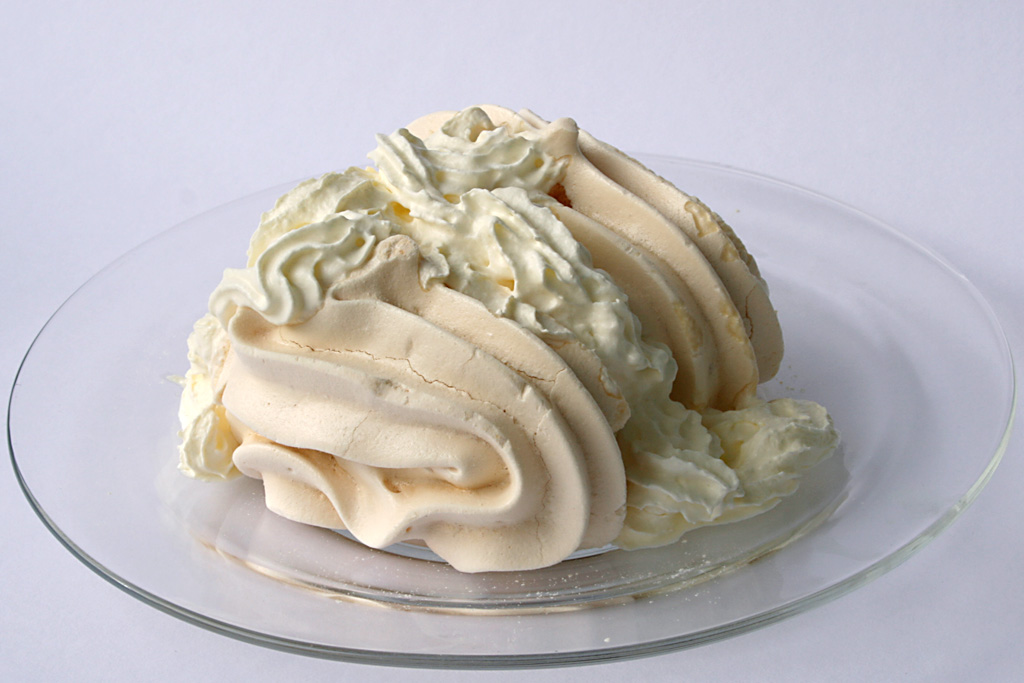
휘핑크림을 얹은 머랭의 모습.

머랭(프랑스어: meringue 므랭그[*])은 달걀 흰자에 설탕을 섞어 만든 디저트의 일종이다. 머랭은 쿠키 등 다른 요리의 기초가 되기도 한다.
기본적인 조리법에 식초, 레몬즙, 타르타르 크림(potassium bitartrate) 등 신 재료를 섞기도 하며, 향을 더하기 위해 바닐라나 소량의 아몬드 또는 코코넛 등을 첨가하기도 한다. 이것들은 머랭의 빛깔을 밝게 하고, 더 부드럽고 달콤하고 바삭하게 해주며, 머랭이 단단해지도록 도와준다. 그 밖에 다양한 재료를 더해 맛과 향을 배가하기도 한다. 또한 설탕으로 인해 입에서 녹는것도 특징이다.
머랭쿠키는 그냥 먹기도 하지만, 케이크 위에 올려 장식하기도 한다.

## 역사
머랭은 스위스 베른 주 오버하슐리(Oberhasli)의 마이링겐의 요리대회에서 이탈리아 요리사 가스파리니(Gasparini)가 처음 만든 것이라고 한다. 문헌상으로는 프랑수아 마샬로(François Massialot)의 1692년 요리책에 처음으로 머랭이라는 말이 등장하며, 영국에서는 마샬로 책의 영문 번역서에서 처음 등장하였다.
1604년 영국 버크셔주의 엘리너 페티플래이스 여사(Elinor Fettiplace, 1570 - 1647)의 조리책자에서는 머랭 조리법 같은 것이 실려 있는데, "하얀 비스킷 빵"이라고 소개하고 있다. 한편 켄트주의 래이철 페인 여사(Rachel Fane, 1612/13 - 1680)가 쓴 요리법 모음집 원고에는 '페츠(pets)'라고 소개되기도 하였다.

## 기본적인 머랭
달걀을 치면 단백질의 수소 결합이 깨지며 단백질구조가 생기게 되는데, 머랭을 만들기 위해서 필요한 과정이다. 계란 흰자를 노른자와 분리한 후 흰자에 거품을 포집하여 만드는 것이 기본적인 머랭이다.
타르타르 크림 같은 경우에는 여기에 추가적인 과정을 거쳐야 한다. 달걀을 쳐서, 흐물흐물 하던 것이 말캉말캉하게 되고, 거품으로 굳히는 단계를 거쳐 가장 윗부분의 부드럽고 굳은 부분을 들어올려 사용한다. 여기에 설탕가루를 잘 섞어 준다.

## 머랭의 종류

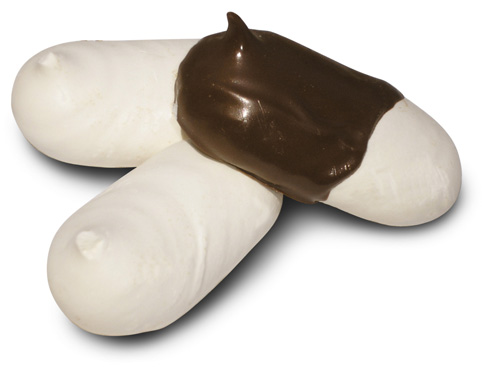
프랑스 머랭

머랭은 많은 종류가 있는데 기본적으로 달콤한 것, 윗 부분을 부분적으로 레몬머랭이나 다른 머랭으로 조리한 것, 또 전통적으로 말린 가벼운 머랭 등이 있다.
만드는 기술 탓에 가정에서는 흔히 '프랑스 머랭'이라 알려진 머랭이 주로 만들어진다. '이탈리아 머랭'은 설탕가루가 아닌 끓인 설탕시럽을 이용해 만드는데, 이 때 잘 부서지지 않고 좀 더 부드럽다. '스위스 머랭'은 달걀 흰자를 중탕하여 잘 저어 식힌 다음 구워내어 만들며, 이는 파블로바의 요리법으로 사용된다.
- 이탈리아 머랭은 뜨거운 설탕을 부드러운 달걀흰자가 굳을 때까지 저어 만들고, 이 머랭은 별다른 조리 없이 만들 수 있다. 공기를 빼지 않고 파이나 과자, 구운 알래스카를 만드는 데 이용된다.  또는 유산지에 얹어 구워낸다.

## 사용

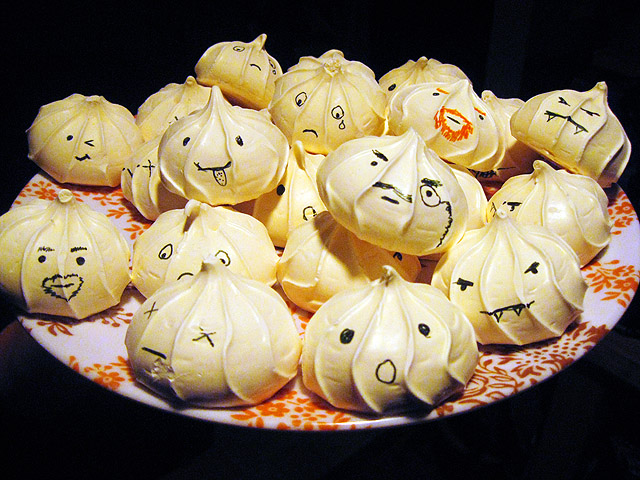
잭오랜턴 모양의 머랭 쿠키

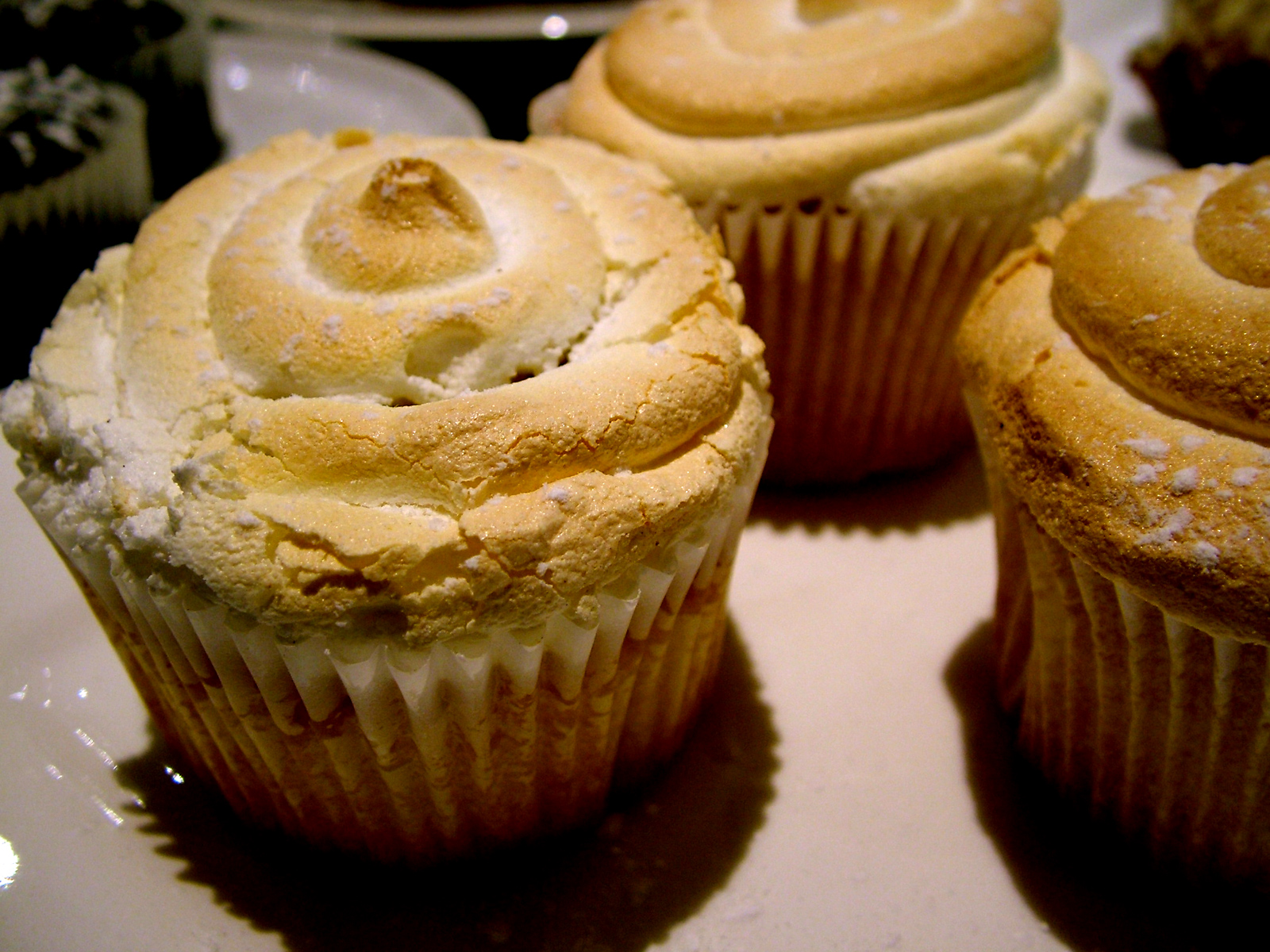
레몬 머랭 컵케이크

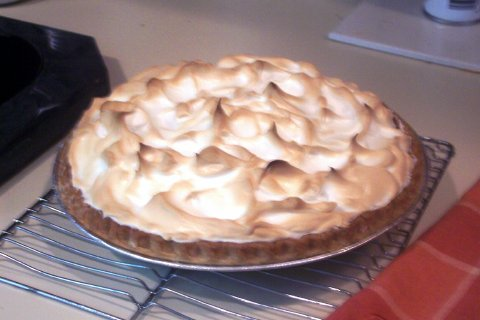
레몬 머랭 파이

- 머랭을 오븐에서 몇 시간 굽고, 저온에서 오랜 시간 굳히면 쿠키처럼 된다.[5] 이를 ‘머랭 쿠키’라 하는데, 상온에서 밀폐용기에 보관하지 않으면 머잖아 눅눅해지고 흐물흐물해진다.
- 머랭은 케이크, 파블로바, 베이크트 알래스카, 맨체스터 푸딩, 키라임 파이, 레몬 머랭 파이 등 다양한 다른 디저트들의 기본이 되기도 한다. 열을 가해 조리할 경우 머랭은 고온에서 짧게 조리되고, 그 결과 윗부분이 살짝 가을빛이 돌게 된다.
- 그 외의 음식으로 "천사의 머랭(meringue d'ange)"이 있다. 머랭과 레몬 커드의 층이 있는 숏브레드 쿠키로, 위에는 촉촉한 레몬 시럽을 얹는다. 레몬 대신 라즈베리, 복숭아, 망고, 체리, 딸기, 블루베리, 블랙베리, 파인애플, 파파야, 꿀, 오렌지, 멜론, 캔털루프 등을 첨가하여 만들기도 한다.

## 같이 보기
- 케이크
- 파블로바
- 후식
- 달걀